# ريجنالد غراي
ريجنالد غراي (بالإنجليزية: Reginald Gray)‏ هو رسام أيرلندي، ولد في 1930 في دبلن في جمهورية أيرلندا، وتوفي في 29 مارس 2013 في باريس في فرنسا بسبب سرطان المعدة.